# Kirsch (Longuich)
Kirsch ist ein Ortsteil von Longuich im Landkreis Trier-Saarburg in Rheinland-Pfalz. Er liegt rechts der Mosel am Fuß des Angelberges. Bei Kirsch befinden sich die Moselbrücke Schweich (L141), die Moseltalbrücke (A 1) und  die Autobahnzufahrten des Autobahndreiecks Moseltal aus Richtung Trier, Koblenz und Saarbrücken. Der gesamte Ort besitzt etwa 1300 Einwohner.

## Sehenswürdigkeiten
Die Filialkirche St. Sebastian, auch Kirscher Kapelle genannt, befindet sich in der Bachstraße. Sie wurde 1781 auf dem zwischen 1599 und 1623 errichteten Fundament eines Bauwerks  gebaut. Es handelt sich dabei um einen dreiseitigen schließenden Saalbau mit einer Voutendecke. In der Chorschräge befindet sich eine Sandsteinfigur des hl. Sebastian aus dem 16. Jahrhundert, die wahrscheinlich aus der Werkstatt des Hans Ruprecht Hoffmann stammt. Die Filialkirche ist eine typische Vertreterin des spätbarocken Kapellenstils in dieser Trierer Region.
In der Bothgasse ist eine Pietà zu sehen. Das im 18. Jahrhundert entstandene Vesperbild aus Holz befand sich in einer Nische des 1902 aufgegebenen Fährturmes auf der Kirscher Seite der Mosel, gegenüber dem Fährturm von Schweich-Issel.
Auf der Höhe des Kirscher Fährturmes befand sich bis 1974 das Gasthaus Valerius (Gasthaus zur Schweicher Fähre).
Kirsch war Standort des Moselbahnhofs Schweich Süd an der heutigen Trierer Straße.

## Partnerschaften
Dem Namen Kirsch entsprechend hat der Ort Longuich-Kirsch in Frankreich eine Partnergemeinde Cerisiers (cerise = Kirsche).

## Persönlichkeiten
- Alois Koch (1932–2009), römisch-katholischer Theologe